# Deelen
Deelen este o arie protejată (arie de protecție specială avifaunistică — SPA) din Țările de Jos întinsă pe o suprafață de 514 ha, integral pe uscat.

## Localizare
Centrul sitului Deelen este situat la coordonatele 53°01′17″N 5°54′17″E / 53.0214°N 5.9046°E.

## Înființare
Situl Deelen a fost declarat arie de protecție specială avifaunistică în mai 1992 pentru a proteja 12 specii de animale.

## Biodiversitate
Situată în ecoregiunea atlantică, aria protejată nu include niciun habitat protejat.
La baza desemnării sitului se află mai multe specii protejate de  păsări (12): lăcar-de-rogoz (Acrocephalus schoenobaenus), rață lingurar (Anas clypeata), rață fluierătoare (Anas penelope), gârliță mare (Anser albifrons), gâscă cenușie (Anser anser), stârc roșu (Ardea purpurea), buhai de baltă (Botaurus stellaris), Branta leucopsis, chirighiță neagră (Chlidonias niger), erete de stuf (Circus aeruginosus), egretă albă (Egretta alba), ferestraș mic (Mergus albellus).